# Торсбі (Альберта)
Торсбі (англ. Thorsby) — село в Канаді, у провінції Альберта, у складі муніципального району Ледюк.

## Населення
За даними перепису 2016 року, село нараховувало 985 осіб, показавши зростання на 3,6%, порівняно з 2011-м роком. Середня густина населення становила 255,8 осіб/км².
З офіційних мов обидвома одночасно володіли 30 жителів, тільки англійською — 950. Усього 70 осіб вважали рідною мовою не одну з офіційних, з них 15 — українську.
Історично у місті існувала українська греко-католицька громада, і досі функціонує греко-католичний собор Святого Івана Хрестителя (на світлині), однак більшість місцевих украївірян українського походження перейшла на англійську мову.
Працездатне населення становило 525 осіб (74,5% усього населення), рівень безробіття — 15,2% (18,6% серед чоловіків та 10,9% серед жінок). 83,8% осіб були найманими працівниками, а 13,3% — самозайнятими.
Середній дохід на особу становив $57 102 (медіана $37 248), при цьому для чоловіків — $82 104, а для жінок $32 042 (медіани — $61 440 та $24 640 відповідно).
34,8% мешканців мали закінчену шкільну освіту, не мали закінченої шкільної освіти — 17,7%, 47,5% мали післяшкільну освіту, з яких 7,5% мали диплом бакалавра, або вищий.
| Статево-вікова структура населення | Статево-вікова структура населення | Статево-вікова структура населення | Статево-вікова структура населення | Статево-вікова структура населення |
| ---------------------------------- | ---------------------------------- | ---------------------------------- | ---------------------------------- | ---------------------------------- |
|                                    |                                    |                                    |                                    |                                    |
| Всього                             | Всього                             | 49,2%50,8%                         |                                    |                                    |
| 0 — 14 років                       | 0 — 14 років                       |                                    | 25,6%                              | 25,6%                              |
| 15 — 64 років                      | 15 — 64 років                      |                                    | 59,8%                              | 59,8%                              |
| 65 і більше                        | 65 і більше                        |                                    | 14,6%                              | 14,6%                              |
| 85 і більше                        | 85 і більше                        |                                    | 1,5%                               | 1,5%                               |
| Середній вік (років)               | Середній вік (років)               | 37,437,8                           | 37,6                               | 37,6                               |
| Медіана (років)                    | Медіана (років)                    | 37,337,6                           | 37,4                               | 37,4                               |
| — чоловіки — жінки                 |                                    |                                    |                                    |                                    |

| Походження мешканців:     | Походження мешканців:     | Походження мешканців: | Походження мешканців: | Походження мешканців: |
| ------------------------- | ------------------------- | --------------------- | --------------------- | --------------------- |
| Походження                |                           |                       | осіб                  | %                     |
| Корінні американці        | Корінні американці        |                       | 95                    | 9.64%                 |
| Інше північноамериканське | Інше північноамериканське |                       | 215                   | 21.83%                |
| Європейське               | Європейське               |                       | 865                   | 87.82%                |
| британське                | британське                |                       | 565                   | 57.36%                |
| французьке                | французьке                |                       | 150                   | 15.23%                |
| українське                | українське                |                       | 200                   | 20.3%                 |
| Латинськоамериканське     | Латинськоамериканське     |                       | 25                    | 2.54%                 |
| Карибське                 | Карибське                 |                       | 10                    | 1.02%                 |
| Африканське               | Африканське               |                       | 10                    | 1.02%                 |
| Азійське                  | Азійське                  |                       | 20                    | 2.03%                 |

| Зайнятість населення за галузями (за класифікацією NOC): | Зайнятість населення за галузями (за класифікацією NOC): | Зайнятість населення за галузями (за класифікацією NOC): | Зайнятість населення за галузями (за класифікацією NOC): | Зайнятість населення за галузями (за класифікацією NOC): |
| -------------------------------------------------------- | -------------------------------------------------------- | -------------------------------------------------------- | -------------------------------------------------------- | -------------------------------------------------------- |
|                                                          |                                                          |                                                          |                                                          |                                                          |
| Управління                                               | Управління                                               |                                                          | 12,7%                                                    | 12,7%                                                    |
| Бізнес, фінанси та адміністрування                       | Бізнес, фінанси та адміністрування                       |                                                          | 9,8%                                                     | 9,8%                                                     |
| Природничі та прикладні науки                            | Природничі та прикладні науки                            |                                                          | 6,9%                                                     | 6,9%                                                     |
| Охорона здоров'я                                         | Охорона здоров'я                                         |                                                          | 6,9%                                                     | 6,9%                                                     |
| Освіта, правозахист, муніципальні та урядові служби      | Освіта, правозахист, муніципальні та урядові служби      |                                                          | 4,9%                                                     | 4,9%                                                     |
| Мистецтво, культура, відпочинок та спорт                 | Мистецтво, культура, відпочинок та спорт                 |                                                          | 2,9%                                                     | 2,9%                                                     |
| Роздрібна торгівля та послуги                            | Роздрібна торгівля та послуги                            |                                                          | 19,6%                                                    | 19,6%                                                    |
| Гуртова торгівля, транспорт та обладнання                | Гуртова торгівля, транспорт та обладнання                |                                                          | 27,5%                                                    | 27,5%                                                    |
| Природні ресурси, сільське господарство                  | Природні ресурси, сільське господарство                  |                                                          | 3,9%                                                     | 3,9%                                                     |
| Виробництво                                              | Виробництво                                              |                                                          | 3,9%                                                     | 3,9%                                                     |

## Клімат
Середня річна температура становить 2,8°C, середня максимальна – 21,3°C, а середня мінімальна – -19,4°C. Середня річна кількість опадів – 505 мм.
| Клімат поселення                              | Клімат поселення | Клімат поселення | Клімат поселення | Клімат поселення | Клімат поселення | Клімат поселення | Клімат поселення | Клімат поселення | Клімат поселення | Клімат поселення | Клімат поселення | Клімат поселення | Клімат поселення |
| Показник                                      | Січ.             | Лют.             | Бер.             | Квіт.            | Трав.            | Черв.            | Лип.             | Серп.            | Вер.             | Жовт.            | Лист.            | Груд.            |                  |
| Середній максимум, °C                         | −6,06            | −2,7             | 2,22             | 10,63            | 16,68            | 20,61            | 21,30            | 20,80            | 15,80            | 10,50            | 1,22             | −4,7             |                  |
| Середня температура, °C                       | −12,72           | −9,4             | −4,45            | 3,97             | 10,00            | 13,94            | 15,97            | 15,41            | 10,40            | 5,10             | −4,14            | −10,05           |                  |
| Середній мінімум, °C                          | −19,4            | −16,02           | −11,12           | −2,7             | 3,33             | 7,28             | 10,60            | 10,09            | 5,07             | −0,24            | −9,51            | −15,42           |                  |
| Норма опадів, мм                              | 24               | 16               | 20               | 29               | 54               | 84               | 100              | 67               | 47               | 26               | 21               | 17               |                  |
| Середньомісячна швидкість вітру, м/с          | 3.10             | 3.30             | 3.40             | 3.60             | 3.60             | 3.20             | 3.00             | 2.80             | 3.00             | 3.30             | 3.20             | 3.20             |                  |
| Середньомісячна сонячна радіація, кДж/м²·день | 3509             | 6964             | 12207            | 17328            | 20522            | 21999            | 22261            | 18716            | 12722            | 7579             | 3815             | 2609             |                  |
| --------------------------------------------- | ---------------- | ---------------- | ---------------- | ---------------- | ---------------- | ---------------- | ---------------- | ---------------- | ---------------- | ---------------- | ---------------- | ---------------- | ---------------- |
| Джерело:                                      |                  |                  |                  |                  |                  |                  |                  |                  |                  |                  |                  |                  |                  |